# Kilómetro Treinta y Dos
Kilómetro Treinta y Dos är en ort i Mexiko.   Den ligger i kommunen Acapulco de Juárez och delstaten Guerrero, i den södra delen av landet, 280 km söder om huvudstaden Mexico City. Kilómetro Treinta y Dos ligger 285 meter över havet och antalet invånare är 255.
Terrängen runt Kilómetro Treinta y Dos är huvudsakligen kuperad, men åt sydost är den platt. Runt Kilómetro Treinta y Dos är det tätbefolkat, med 397 invånare per kvadratkilometer. Närmaste större samhälle är Acapulco, 19,9 km sydväst om Kilómetro Treinta y Dos. I omgivningarna runt Kilómetro Treinta y Dos växer huvudsakligen savannskog.